# Внешняя политика Эсватини
Внешняя политика Эсватини — это общий курс Эсватини в международных делах. Внешняя политика регулирует отношения Эсватини с другими государствами. Реализацией этой политики занимается министерство иностранных дел Эсватини.

## Обзор
Эсватини является членом Содружества наций, Организации Объединённых Наций (ООН), Африканского союза, Общего рынка Восточной и Южной Африки и Сообщества развития Юга Африки. Эсватини является одним из основателей Южноафриканского таможенного союза, старейшего существующего в мире таможенного союза, созданного в 1910 году.
В Эсватини располагаются 10 послов или почетных консулов иностранных государств. Эсватини поддерживает дипломатические миссии в Брюсселе, Копенгагене, Куала-Лумпуре, Лондоне, Мапуту, Найроби, Претории, Тайбэе, Организации Объединённых Наций и Вашингтоне.

## История
В 1970-х годах внешняя политика Свазиленда (как называлась страна до 2018 года) выстраивалась на взаимодействии с Южно-Африканской Республикой (ЮАР) и повстанческими движениями в этой стране. Свазиленд был вынужден поддерживать хорошие отношения с ЮАР, так как зависел от этой страны экономически, транспортно и политически, а также ему нужно было выстраивать отношения с марксистским Мозамбиком. Тем не менее, правительство Свазиленда не прилагало никаких усилий, чтобы снизить зависимость от режима апартеида в ЮАР и с энтузиазмом укрепляло свои экономические связи с этой страной. Основная причина подобных взаимоотношений заключается в том, что монархия Свазиленда опасалась молодых радикальных чернокожих граждан страны, которые хотели сменить режим в стране.
В целях поддержания хороших отношений с Чёрной Африкой Свазиленд позволил размещать на своей территории лагеря для членов освободительных движений, но при соблюдении двух условий: нельзя рекрутировать местное население страны, лагеря будут закрытого типа. Эта политика сохранялась до тех пор, пока Собуза II управлял государством. Однако, его преемник Мсвати III подвергся повышенному давлению и позволил освободительным движениям проявлять более высокий уровень активности на территории Свазиленда. Часть населения страны считала, что Свазиленд должен оставаться нейтральным государством, а более молодые люди сочувствовали освободительным движениям, но также не хотели, чтобы Свазиленд стал фронтовым государством.
В 1970-х и начале 1980-х годов Свазиленд утверждал, что является нейтральным государством в Холодной войне, но фактически проводил прозападный курс и поддерживал прочные отношения с ЮАР, включая тайное сотрудничество в вопросах экономики и безопасности. ЮАР вложила значительные средства в экономику Свазиленда, а Свазиленд присоединился к Южноафриканскому таможенному союзу. Несмотря на отсутствие у Свазиленда прямой внешней угрозы, его территориальная целостность иногда нарушалась повстанческими группами и контртеррористическими операциями военных ЮАР и Мозамбика. Два таких инцидента имели место в июне и декабре 1986 года.
В 1980-е годы некоторые южноафриканские предприятия также использовали территорию Свазиленда в качестве перевалочного пункта, чтобы обойти международные санкции в отношении ЮАР. В 1982 году правительства ЮАР и Свазиленда подписали секретное соглашение о безопасности, после чего свазилендские власти организовали преследование членов Африканского национального конгресса (АНК) в столице Мбабане и в конечном итоге изгнали их из страны. Южноафриканские силы безопасности, действуя под прикрытием, также осуществляли операции против членов АНК на территории Свазиленда. Еще одной проблемой Свазиленда из-за этого конфликта, стал наплыв беженцев из ЮАР. Стремясь обуздать повстанческую деятельность на своей территории, правительство Свазиленда начало внимательно следить за пребывающими в страну беженцами из этой страны. 16 марта 1984 года было подписано Соглашение о ненападении между Южной Африкой и Мозамбиком, это привело к тому, что большое количество партизан АНК покинули эту страну и начали искать убежище в Свазиленде.
31 марта 1984 года правительства Свазиленда и Южной Африки обнародовали факт существования двухлетнего соглашения о безопасности между двумя странами, которое предусматривало сотрудничество в борьбе с повстанческими движениями. Это заявление последовало после высылки ряда членов АНК правительством Свазиленда. После того, как свазилендский полицейский был убит, пытаясь арестовать нескольких активистов АНК, полиция и военные Свазиленда активизировали свои усилия по освобождению территории страны от членов АНК и провели несколько рейдов, в ходе которых были убиты двое сотрудников этой организации. Благодаря усиленному военному и полицейскому сотрудничеству с ЮАР и жесткой политике против АНК, к 1986 году правительство Свазиленда практически полностью очистило территорию страны от южноафриканских повстанцев. Вооружённые силы ЮАР провели ряд операций в Свазиленде против повстанцев АНК. В декабре 1986 года, в ходе одной из таких операций были похищены два швейцарских гражданина и убиты два свазилендца, что вызвало критику со стороны правительства Свазиленда в отношении ЮАР. Однако, в 1987 году ЮАР продолжила трансграничные операции, в результате которых погибло по меньшей мере шесть членов АНК и похищены несколько человек.
В течение этого времени часть королевской семьи Свазиленда пыталась найти пути возвращения территории, на которой проживало этническое большинство свази, и которая принадлежала ЮАР. Были проведены переговоры между правительствами двух стран о передаче южноафриканского бантустана Кангване под суверенитет Свазиленда. ЮАР также стремилась повысить лояльность правительства Свазиленда в отношении борьбы с АНК, предоставив возможность обсуждения территориальных уступок. В июне 1993 года эти страны подписали соглашение, сделавшее возможным работу южноафриканских судей и прокуроров в судах Свазиленда. ЮАР также согласилась обеспечить подготовку персонала судебных органов Свазиленда. В августе 1995 года обе страны подписали соглашение о сотрудничестве в борьбе с преступностью и борьбе с контрабандой вдоль общей границы.